# 阳周县 (秦朝)
阳周县，中国古县名。
秦朝时，秦二世囚禁、处决蒙恬于阳周。或认为，阳周此时已设县:56。汉朝时，为上郡辖县。其境内曾有黄帝陵。《史记·孝武帝本纪》记汉武帝“乃遂北巡塑朔方，勒兵十余万还祭黄帝冢桥山，泽兵须如”。《汉书·王莽传》记，王莽曾“遣骑都尉嚣等，分治黄帝园，位于上郡桥畤”。顏師古注释，桥山之上故曰桥畤。到晋代，史地学者仍认为黄帝陵在汉代上郡阳周县南部的橋山上:17—18。北魏时，以汉代北地郡泥阳县地为阳周县，即趙興郡阳周县:28。《魏书·地形志》记趙興郡阳周县有桥山、黄帝陵。引起后世资料混乱:56。
阳周县因橋山、黄帝陵所在而受到关注，具体地点有多种说法。一是，在今陕西省子长市，二是，在今甘肃省正宁县。榆林市文联副主席张泊自1980年代起，对榆林市靖边县杨桥畔镇阳周村的一座古城城址有过多次考查。张泊认为此座汉城即是秦汉阳周县城。与陕北的数座汉城类似，在新朝、王莽执政时被废弃。推测是因新朝与匈奴战争之故:58—60。2013年，杨桥畔汉代城址列为第七批全国重点文物保护单位。2020年代之后，根据相关文物，得出“在瓦渣梁所发现的古城遗址与史料所记载秦汉时期的阳周故城基本吻合”的结论。